# Paul Alexander (jurist)
Paul Richard Alexander, född 30 januari 1946 i Dallas, Texas, död 11 mars 2024 i Dallas, Texas, var en amerikansk jurist, skribent och poliodrabbad. Han är känd som en av de sista som överlevt tack vare att han tillbringade stora delar av sitt liv i en så kallad järnlunga.

## Biografi
Under de stora utbrotten av polio i USA under 1950-talet insjuknade Alexander 1952, vid sex års ålder, och blev livslångt förlamad med rörelseförmåga endast i huvud, nacke och mun. Likt andra drabbade barn i trakterna kring Dallas behandlades han på Parkland Memorial Hospital genom att placeras i en så kallad järnlunga någon timme per dag, men för honom blev det emellertid nödvändigt att använda järnlungan permanent.
Alexander blev en av de första hemeleverna vid Dallas Independent School District, där han memorerade istället för att göra anteckningar. År 1967, vid 21 års ålder, avlade han examen som näst bästa elev i sin klass vid W. W. Samuell High och blev den första som utexaminerades från en high school i Dallas utan att ha varit fysiskt närvarande i skolan. Med hjälp av stipendier fortsatte han vid Southern Methodist University och senare vid University of Texas at Austin där han blev bachelor of Science 1978 och avlade juristexamen 1984. Han arbetade sedan vid en handelsskola i Austin med att undervisa domstolsstenografer i juridisk terminologi innan han 1986 blev advokat.

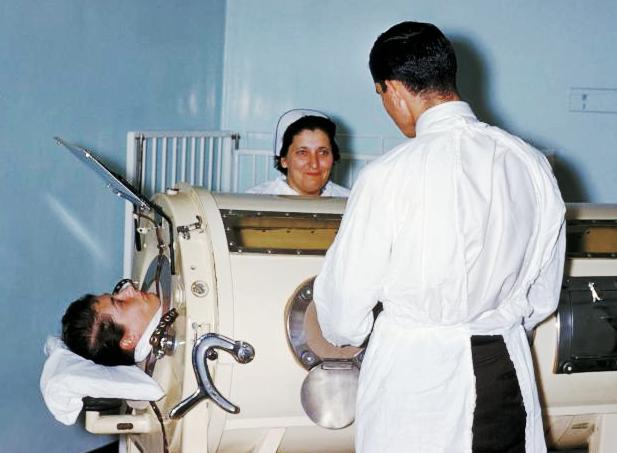
En man i en järnlunga under en polioepidemi i Rhode Island 1960.

Alexanders järnlunga fick med tiden tekniska problem men renoverades 2015. Han övade även upp sin förmåga att kontrollera andningen, vilket möjliggjorde kortare vistelser utanför järnlungan.
År 2020 publicerade Alexander sina memoarer Three Minutes for a Dog. Det tog honom mer än åtta år att skriva boken med hjälp av en plastpinne och en penna för att knacka in texten på tangentbord samt diktera för en medhjälpare.